# Efe Arda Koyuncu
Efe Arda Koyuncu (* 8. Juli 2005 in Istanbul) ist ein türkischer Fußballspieler.

## Karriere

### Verein
Koyuncu begann seine Karriere 2014 in der Jugend von Bayrampaşa Demirspor und wechselte von 2015 bis 2017 anschließend zu Istanbul Başakşehir FK. Nach einem Jahr bei Haliç kehrte er zu İstanbul Başakşehir zurück, wo er bis 2022 in der Jugend spielte. Am 13. April 2022 unterzeichnete Koyuncu seinen Profivertrag mit İstanbul Başakşehir. Sein Debüt gab er am 7. Mai 2022 in einem Süper-Lig-Spiel gegen Galatasaray Istanbul, das 0:0 endete. 2024 wechselte er auf Leihbasis zu Şanlıurfaspor.

### Nationalmannschaft
Koyuncu hat die Türkei in verschiedenen Jugendnationalmannschaften vertreten. Für die U17-Nationalmannschaft absolvierte er zwischen 2021 und 2022 insgesamt 15 Spiele. Anschließend spielte er zweimal für die U18-Auswahl.